# 乐凯小学
乐凯小学，是一所位于河北省保定市竞秀区的小学。截至2017年3月8日，共有普通班级45个，校区2个，学生约3000余名。

## 历史
乐凯小学成立于1960年，最初只有北校区单个校区，后吞并了原依棉小学作为南校区。

## 知名校友
- 跳水世界冠军郭晶晶
- 游泳世界冠军钱红
- 高军 (乒乓球运动员)
- 游泳队运动员单勇[1]
- 前中国乒乓球队运动员王浩(乒乓球队运动员)[2]

## 參看
1. ↑  .   [2022-03-17]. （原始内容存档于2022-03-17）.
2. ↑  .   [2022-03-17]. （原始内容存档于2022-03-17）.